# Kościół św. Mikołaja w Przyrowie
Kościół świętego Mikołaja – rzymskokatolicki kościół filialny należący do parafii św. Doroty w Przyrowie, w dekanacie Olsztyn archidiecezji częstochowskiej. Znajduje się na terenie dawnej wsi Komorowo.

## Historia i architektura
Jest najstarszym zabytkiem gminy Przyrów. Świątynia została wzniesiona na początku XVI wieku lub pierwszej połowie XVII wieku z kamienia łamanego i cegły. Jest budowla na planie prostokąta, z węższym, zamkniętym półkoliście, prezbiterium, do którego, od północy, przylega zakrystia. Od zachodu dobudowana jest kwadratowa, trójkondygnacyjna wieża. Prezbiterium jest nakryte kopułą z latarnią, a nawa stropem. Dachy są kryte gontem.
Kościół był poddawany renowacjom, m.in. w latach 1852–1886, 1912 oraz później. W latach 2009–2012 przeprowadzono kapitalny remont elewacji i dachów.

## Wyposażenie
We wnętrzu brak oryginalnego wyposażenia. Do 1999 znajdował się tu XVII-wieczny ołtarz, który został ograbiony i zniszczony przez złodziei. W jego predelli umieszczony był obraz Śmierć św. Józefa, w polu centralnym gotycka rzeźba św. Mikołaja, natomiast nastawę zdobiły XVII-wieczne rzeźby świętych Stanisława, Wojciecha, Andrzeja i aniołów. W zwieńczeniu ustawione były hermy biskupie (XVII wiek) i obraz św. Anny Samotrzeciej. Obecny ołtarz reprezentuje styl barokowy i ma charakter kolumnowy. Obrazy reprezentują również styl barokowy.
W prezbiterium znajduje się dekoracja malarska na dobrym poziomie artystycznym, którą w latach 2013–2015 poddano pracom renowacyjnym. Przedstawia siedem scen z życia św. Mikołaja inspirowanych Złotą legendą autorstwa Jakuba de Voragine. Jej autor ani fundator nie są znani.